# Thomas Steu
Thomas Steu, född 9 februari 1994 i Bludenz, är en österrikisk rodelåkare.

## Karriär
I februari 2022 tävlade Steu vid OS i Peking, där han tog brons tillsammans med Lorenz Koller i dubbel. Steu var även en del av Österrikes lag som tog silver i lagstafetten.